# Condado de Crockett (Tennessee)
El condado de Crockett (en inglés: Crockett County, Tennessee), fundado en 1871, es uno de los 95 condados del estado estadounidense de Tennessee. En el año 2000 tenía una población de 14.532 habitantes con una densidad poblacional de 21 personas por km². La sede del condado es Alamo.

## Geografía
Según la Oficina del Censo, el condado tiene un área total de 688 km² (265,6 mi²), de la cual 687 km² (265,3 mi²) es tierra y 1 km² (0,4 mi²) es agua.

## Historia
El Condado de Crockett, se formó en 1871 a partir de porciones de los condados: Haywood, Madison, Dyer y Gibson. Es nombrado en honor de David Crockett (1786-1836), humorista, soldado, legislador y diputado EE. UU. del estado de Tennessee, y defensor del Álamo.

### Condados adyacentes
- Condado de Gibson noreste
- Condado de Madison sureste
- Condado de Haywood sur
- Condado de Lauderdale oeste
- Condado de Dyer noroeste

## Demografía
En el 2000 la renta per cápita promedia del condado era de $30 015, y el ingreso promedio para una familia era de $36 713. El ingreso per cápita para el condado era de $14 600. En 2000 los hombres tenían un ingreso per cápita de $27 436 contra $21 073 para las mujeres. Alrededor del 16,90% de la población estaba bajo el umbral de pobreza nacional.

## Lugares

### Ciudades
- Alamo
- Bells
- Friendship

### Pueblos
- Crocket Mills
- Gadsden
- Maury City